# Kazimierz Bajerlein
Kazimierz Pantaleon Bajerlein ur. 21 lipca 1892 w Przemęcie, powiat Wolsztyn, zm. 1 sierpnia 1961 w Krotoszynie.

## Życiorys
Był synem kupca Kazimierza Bolesława Bajerleina i Brygidy z Lewandowskich. Początkowo uczęszczał do szkoły powszechnej w Radomierzu koło Przemętu, następnie do progimnazjum w Kruszwicy, a ostatecznie do ośmioklasowej szkoły wydziałowej w Poznaniu, z której ukończył sześć klas. W naukę kupiecką wstąpił do firmy włókienniczej Nova i Hirschbruch w Poznaniu (1 lutego 1908 roku). Naukę tę ukończył pod koniec stycznia 1911 roku. Równocześnie uczęszczał do Miejskiej Szkoły Kupieckiej w Poznaniu. W latach 1911–1914 pracował w firmie bławatniczej Stoiński i Drożyński jako pracownik handlowy. Po wczesnej śmierci ojca, jego kształceniem zajęli się trzej bracia matki, którzy byli znanymi drogistami – Jan Nepomucen Lewandowski, Ludwik Lewandowski oraz Czesław Lewandowski. Po wybuchu pierwszej wojny światowej, gdy wuja Czesława powołano pod broń, Kazimierz udał się do Inowrocławia do jego drogerii, gdzie przez dwa lata pracował jako wolontariusz pod kierownictwem drugiego wuja – Ludwika. W 1916 roku ukończył naukę drogistowską i od tego momentu samodzielnie kierował drogerią aż do powrotu wuja Czesława z wojny w 1919 roku.
W 1919 roku Kazimierz Bajerlein przeniósł się do Krotoszyna, gdzie wykupił niemiecką "Hohenzollern Drogerie" i prowadził ją pod nazwą "Zielona Drogeria – Kazimierz Bajerlein". 15 listopada 1919 roku poślubił poznaną w Inowrocławiu poznaniankę Halinę Klimaszewską (1897-1972). W 1924 roku przeniósł drogerię do własnej kamienicy.
Kazimierzowi i Halinie urodziła się trójka dzieci: Kazimierz Bogdan (1921-1990), Lechosław (1924-2004) oraz Zofia (1926-1999).
Kazimierz Bajerlein prowadził w Krotoszynie bogate życie zawodowe i społeczne. Został sekretarzem, a już po kilku latach prezesem Towarzystwa Kupców Samodzielnych, od 1925 roku zasiadał w Radzie Miasta. W 1926 roku założył Szkołę Drogeryjną i został jej kierownikiem. Było to o tyle niezwykłe, że do tej pory szkoły takie działały wyłącznie w dużych miastach, jak Poznań, Katowice czy Warszawa. Był członkiem Kurkowego Bractwa Strzeleckiego – w latach 30. został prezesem zarządu. Zasiadał we władzach Sekcji Automobilistów Klubu Sportowego "Astra" (jako jeden z pierwszych mieszkańców Krotoszyna posiadał samochód). Był delegatem Związku Drogistów RP, Izby Przemysłowo – Handlowej w Poznaniu, zasiadał w radzie nadzorczej Komunalnej Kasy Oszczędnościowej, w zarządzie Towarzystwa Przeciwgruźliczego. Ponadto był członkiem Towarzystwa Przyjaciół Harcerstwa, Ligi Morskiej i Kolonialnej, Polskiego Związku Zachodniego, miejskich komitetów do walki z ubóstwem, bezrobociem, obchodów Imienin Marszałka Piłsudskiego. W 1936 roku został odznaczony przez Premiera Sławoja Składkowskiego Srebrnym Krzyżem Zasługi za zasługi na polu zawodowym.
Okupację spędził na wygnaniu w Łowiczu wraz z żoną, synem Lechosławem i córką Zofią – najstarszy syn był w niewoli sowieckiej, a następnie niemieckiej. W Łowiczu Bajerlein prowadził mały zakład fotograficzny. W 1944 roku Gestapo aresztowało syna Lechosława za działalność w tajnej podchorążówce AK – osadzono go na Pawiaku, a następnie w KL Stutthof (po wojnie znalazł się w Szwecji, gdzie pozostał).
Rodzina powróciła do Krotoszyna w marcu 1945 roku. Bajerlein zastał zrujnowaną drogerię, zniszczone wyposażenie Szkoły Drogeryjnej. Od razu przystąpił do działania i jesienią 1945 roku ruszyły pierwsze kursy drogistowskie. Ponadto założył komitety odbudowy Poznania, Warszawy, Odbudowy Kraju, pomocy powodzianom, zorganizował Premiową Pożyczkę Odbudowy Kraju. Został ławnikiem Ubezpieczalni Społecznej w Poznaniu, radcą Izby Przemysłowo – Handlowej. W 1948 roku odznaczono go Złotą Odznaką Drogistowską.
Zmarł w Krotoszynie i został pochowany na miejscowym cmentarzu.
W listopadzie 2009 roku w Muzeum Regionalnym im. Hieronima Ławniczaka w Krotoszynie czynna była wystawa "Czas odnaleziony – rodzina Bajerleinów".